# 陶冲湖东站
陶冲湖东站，工程名翠柏路站，位于中华人民共和国安徽省合肥市瑶海区铜陵北路与翠柏路交叉口地下，是合肥轨道交通4号线的地铁车站。

## 车站结构
陶冲湖东站位于铜陵北路与翠柏路交叉口，沿铜陵北路南北向布置，车站为地下两层单柱双跨岛式站台，站台宽度11m，设4个出入口，2组风亭，1座冷却塔。